# До краја (филм из 2002)
До краја (енгл. „Full Frontal“) је америчка драма из 2002. редитеља Стивена Содерберга о једном просечном дану људи из Холивуда.

## Улоге
| Глумац           | Улога            |
| ---------------- | ---------------- |
| Џулија Робертс   | Франческа/Кетрин |
| Дејвид Дуковни   | Гас              |
| Кетрин Кинер     | Ли               |
| Мери Макормак    | Линда            |
| Дејвид Хајд Пирс | Карл             |